# ناتالیا ارمینا
ناتالیا اِرمینا (لتونیایی: Natālija Jerjomina؛ زادهٔ ۲۳ مارس ۱۹۶۷ در ریگا، لتونی)؛ شطرنج‌باز اهل لتونی و برندهٔ مسابقات قهرمانی شطرنج زنان لتونی در سال ۱۹۸۸ میلادی است.
در دهه ۱۹۸۰ میلادی، او همواره در مسابقات قهرمانی شطرنج زنان لتونی (۱۹۹۰–۱۹۸۳) حضور داشت. در ۱۹۸۵ در جایگاه چهارم و در ۱۹۸۹ در جایگاه سوم قرار گرفت اما در ۱۹۸۸ قهرمان این تورنمنت شد و بالاتر از تمامی شطرنج‌بازان لتونی ایستاد. در اوایل دهه ۱۹۹۰ میلادی، از شطرنج حرفه‌ای کناره‌گیری کرد و بازنشسته شد.